# 端顺皇后
端顺皇后萧氏（？—940年8月20日），辽国人皇王耶律倍的正妻。天显五年（930年）十一月，耶律倍逃离辽国，投奔后唐。辽太宗命萧氏摄理东丹国的国政。会同三年（940年）七月丙子，辽太宗随皇太后述律平视人皇王妃萧氏疾。戊寅（940年8月20日），萧妃逝世。丙戌，徙人皇王行宫于萧妃薨所。八月己亥，下诏东丹吏民为萧妃服。重熙二十年（1051年），辽兴宗增谥萧氏端顺皇后。